# Tersilochus cognatus
Tersilochus cognatus är en stekelart som först beskrevs av Holmgren 1860.  Tersilochus cognatus ingår i släktet Tersilochus och familjen brokparasitsteklar. Inga underarter finns listade i Catalogue of Life.